# パワー・ナイン
パワー・ナインとはマジック:ザ・ギャザリング（以下マジック）のアルファ（限定版第一刷）、ベータ（限定版第二刷）、アンリミテッド（非限定版、第2版相当)に収録された9種類のカードの総称。
マジックにおいて大変強力なカードであり、リバイズド（改訂版、第3版相当）で収録カードの再編が行われた際に収録されなくなった。これらのカードは「再録禁止リスト」に載っており、今後の新しいセットでも収録されないことが決まっている。これらのカードがデザインされた当時はトレーディングカードゲームの黎明期であり、デザイナーやスタッフも「カード効果の格差」や「カードゲームにおけるコストと効果のバランス」といった概念に乏しく、そうした概念の認知や発達、その後のカードデザインなどに少なからぬ影響を与えている。
カードの強力さと流通量の少なさから、これらのカードは高額で売買される事が多い。傷のあるものでも1枚で10万円以上、アルファ版Black Lotusは数百万円後半、鑑定済み美品であれば2000万円近く、2021年現在で3000万円になることもある。

## パワー・ナインに含まれるカード
パワー・ナインは、以下の9枚で構成される。
- Black Lotus
- Mox Pearl
- Mox Sapphire
- Mox Jet
- Mox Ruby
- Mox Emerald
- Ancestral Recall
- Time Walk
- Timetwister

Black Lotus
マナを使用せずに場に出すことが出来、生け贄に捧げる（場にあるこのカードを墓地に送る）ことで好きな色マナ1種類を3つ発生させるカード。
Black Lotusを使用することで序盤から強力な呪文を使用することができる。世界的に有名なマジックのプレイヤーの1人であるZvi Mowshowitzは、Black Lotus がマジックで最良のアーティファクトであると語っている。
Black Lotusはコレクションにおいても最も有名なカードである。通常のカードの中では最も高価であり、アルファ版であれば、状態によって500万円から1000万円以上、白枠の状態の悪いものですら100万円を超えるときもある。2021年にはアルファ版の状態が最高であるこのカードが、オークションで6000万円もの値段がついた。
そのカードパワーと美麗なイラストから、マジック：ザ・ギャザリングを代表するカードの1枚とされ、パワー9筆頭とも扱われる。
なお、一般に「Lotus」と呼称される花卉としてはハス・スイレンの二科が挙げられるが、2020年現在、両者ともにまだ完全に漆黒の花を咲かせる品種は誕生していない。
Moxシリーズ
マナを使用せずに場に出すことが出来、タップ（縦に置かれたカードを横向きにする）によりマナを発生させるカード。続く宝石名は発生するマナの色を示す。
マナの発生は基本的に土地の役割である。Moxは土地同様マナを使用せずに場に出すことができるマナの発生源であり、しかし土地が持つ「1ターンに1枚しか場に出せない」という制限が存在しない。つまり土地を1ターンに何枚も場に出せることと同様である。このためBlack Lotus同様序盤から大量のマナを使用することが可能になる。
余談だが『RPGマガジン』の記事によると、初期の日本人プレイヤー（後の日本語版スタッフやトッププレイヤー）は、このカードの強さを理解できなかったため、基本土地と対して変わらないとして当時は屑レアカード扱いしていたと回想している。
Ancestral Recall
青マナで使用。カードを3枚引く。
通常は自分の手札の補充に使用されるが、場合によっては相手にカードを引かせることもできる。カードを引く事の強さを理解されていない時代に生み出され、パワー9の中でも最強との声もある。
コストに対して多くのカードを引くことができるカードである。初期のコンセプトの中で各色に1枚ずつ作られた「1マナで3の効果をあげる」サイクルのカードの一枚であるが、このカードだけが特別に強力だった。
このサイクルは「ブーンズ」と呼ばれており、その他のカードは、白：治癒の軟膏/Healing Salve、黒： 暗黒の儀式/Dark Ritual、赤：稲妻/Lightning Bolt、緑：巨大化/Giant Growthである。サイクルの他の4枚はいずれもコモンであったのに対し、このカードだけはレアで収録されている。
Time Walk
青マナ+1マナで使用。このターンに続けてもう1ターン自分のターンを行う。
低コストで自分のターンを増やすことができるカード。低コストなため序盤から使用でき、自分の陣容を整えることができる。また盤面を整えた後に隙を晒さずにとどめを刺すのにも使われる。
Timetwister
青マナ+2マナで使用。全てのプレイヤーは手札と捨てた札を山札に戻し切り直す。その後カードを7枚引く。
この呪文は一度使用したカードを再利用できる・手札を7枚に戻すことができるなどの効果をもっている。相手も同様の恩恵は受けるが、使用のタイミングは使用者が決めるため通常は使用者の方が多くの恩恵を受ける。しかし、自分はこのカードを使うのにマナを使ってしまうため基本的には対戦相手の方が先に動くことができる点、引くカードがランダムなため自分が有利になるとは限らず対戦相手のサポートをしてしまう可能性も低いとは言えない点、パーミッション戦略を取るデッキでは手札の枚数よりも質のほうが重要な点、墓地利用と相性が悪い点などから「パワー9の中で最も弱い」とも言われている。事実このカードのみ統率者戦で禁止されていない。ただしあくまでパワー9の中で最も弱いというだけで、マジック全体の中ではカードパワーは隔絶している。また「対戦相手にも影響を及ぼす」という点を利用することもある。
他にも全員の手札を7枚に戻すカードはいくつかあるが、多くは Timetwister同様使用が制限されている。

## 修正されたパワー・ナイン
マジックの開発チームは、強力すぎるパワー・ナインの修正版ともいえるカードを何度も作成している。

### Black Lotus
Black Lotus の修正版は多く作られている。しかし、そのうちのいくつかは Black Lotus 同様強力なため使用が制限されている。
最初に作られたカードはミラージュの「ライオンの瞳のダイアモンド」である。このカードはマナを発生させるためにこのカードだけではなく全ての手札も捨てなければならない。時代が経つに連れて「手札を捨てること」がメリットとなるカードやデッキが増えてきた上、0マナアーティファクトであることを活用しながらドロー呪文が解決される前に「ライオンの瞳のダイアモンド」の効果を使用する「ロング・デック」デッキの出現が決定打となって、2004年1月1日より「タイプ1」フォーマット→同年9月20日より発展移行したヴィンテージフォーマット下で制限指定を受けている。
テンペストで登場した「水蓮の花びら」は、コストなどは変わっていないが発生するマナが1つに減らされている。しかし、これでも速攻デッキで使う分には十分に強く、制限カードや禁止カードに指定されている。
その後もコストが2マナになり場に出ていたターン数だけマナを発生する「水蓮の花」（ウルザズサーガ）、恒久的な使用が可能になった代わりにコストが5マナになった「金粉の水蓮」（ミラディン）、コストや能力は変わらないが通常の手段で唱えた場合は戦場に出てくるまでに3ターン待たなければならない「睡蓮の花」（時のらせん）、4マナとなり伝説のカードとなり更にタップインになったものの恒久的に使用でき指定した色の信心分のマナが出る「ニクスの睡蓮」（テーロス還魂記）などのカードが作られている。
しかし、このように能力を大きく下方修正されたカードでもなお第一線級の活躍をしたものがあり、Black Lotusの強さの証左となっている。
土地として作られたカードに、恒久的に使用できる代わりに場に出たときに他のアンタップ状態の土地を2つ生け贄に捧げる必要がある（すなわち、土地が既に2つ以上出ていないとプレイできない）「水蓮の谷間」（ウェザーライト）、水蓮の谷間に呪禁が付いて生け贄にするのがタップ状態の土地でもよくなったが自身がタップ状態で場に出るようになった「睡蓮の原野」（基本セット2020）がある。
アングルードには、実際に破ることでマナを得られる「Blacker Lotus」というカードも存在する。公式カードではあるが、アングルード自体がジョークセットのため公式戦では使用できない。破いたカードは責任を持ってゴミ箱に捨てるようにとのルールも後に追加されている。なお、アングルードのみの半公式戦も行われたことがあるが、一度破ったカードは二度と使えず代わりのカードを差し替える事も禁止のため、そのことにより最小デッキ枚数を下回ると反則負けとなる。このルール自体は既に存在していた。Blacker Lotus自体レアカードなため「レアカードを破り捨てる」というネタでもある。
このように、「Lotus」という名前がつくカードは「好きな色のマナを生み出すマナ加速」カードであるという概念・認識が生まれている。この「Lotus」カードを集めるコレクターがいると言われるほどの人気もある。

### Mox
Mox シリーズをベースに作られたカードにはコストが上がったものとコストはそのままで制限がついたものがある。
前者にはミラージュで登場した「ダイアモンド」シリーズ（2マナ）やメルカディアン・マスクスで登場した「レイモス」シリーズ（3マナ）がある。「ダイアモンド」は、基本セットにも再録された。
後者には、場に出るときに手札から土地を1枚捨てる必要がある「モックス・ダイアモンド」（ストロングホールド）や手札のカードを追放しそのカードの色を生み出せる「金属モックス」（ミラディン）、普通に唱えることはできず待機を経由しなければならない「モックス・タンタライト」（モダンホライゾン）、場に出す条件はないもののマナを出すのに条件を満たさなければならない「オパールのモックス」（ミラディンの傷跡）や「モックス・アンバー」（ドミナリア）などがある。日本のマジックのプレイヤーである藤田剛史によってデザインされた「宝石の洞窟」は、自分が後攻で始まったときのみ手札1枚を追放することで場に出せる Mox の修正版と見ることができる。
マナを出す能力はないが、他の呪文のコストを減らす効果があるテンペストの「大メダル（Medallion）」シリーズは、名前に Mox と同じ宝石名（「真珠の大メダル」など）が使用されているため、このシリーズの亜流と考えられる。
ジョークエキスパンションや公式使用不可能なプロモーションカードなどでも「Mox」と名前のつくカードが作成されている。
このように、上記の「Lotus」と同じ様に「モックス/Mox」と名前のつくカードは「タップのみで色マナを1点出すことができる」カードと認識されている。

### Ancestral Recall
カードを引く呪文はこのカードの後も多く作られたが、単体で唱えた場合にマナ・コストを上回る枚数のカードを引ける呪文は特定条件を満たさなければ存在しないよう意識的な調整が施されている。
コストが青マナだけのカードには「ミューズの囁き」（テンペスト）・「祖先の幻視」（時のらせん）・「分かち合う発見」(エルドラージ覚醒)等がある。「ミューズの囁き」は引けるカードが1枚になったが追加コストを払えば再利用できる。「祖先の幻視」は Ancestral Recall 同様3枚のカードを引けるが、ソーサリーとなった上、普通の手段で唱えた場合は「待機」キーワードにより4ターンを経過しないとカードを引くことが出来ない。「分かち合う発見」(エルドラージ覚醒)は追加コストとしてコントロールしているクリーチャー４体をタップする必要があり、さらにインスタントからソーサリーに変化・自分のドローしか出来ない等制約が増えたものの、やはり青マナ一つで3枚ドローすることができる。「彼方の映像」（基本セット2012）は1マナインスタントであり通常は1枚しか引けないが、いずれかの墓地に20枚以上カードがある場合はAncestral Recallと同じく3枚引くことができる。

基本セット2011では効果は同じでコストが5倍になった「ジェイスの創意」が、ラヴニカの献身ではその上位互換の「予知覚」が登場した。
タルキール覇王譚では、ソーサリーになったが効果は同じで、マナ・コストも青＋7マナになったが探査をもった「宝船の巡航」が登場した。しかしあまりにも強力であったため、このカードと同じくいくつかのフォーマットで禁止や制限カードになっている。

### Time Walk
追加ターンを得るカードはいくつか作られた。これらの中には基本セットに再録されたものもある。
「最後の賭け」（ミラージュ）というカードはコストは Time Walk とほとんど変わらないが、追加のターン内で勝利しないと自身が敗北するという強力なデメリットを持っている。このカードはソーサリーとなった「最後のチャンス」（ポータル）、最後のチャンスの同型再版である「戦士の誓言」（ポータル三国志）、（赤）（白）+1マナの3マナとなった代わりに自身のクリーチャーに破壊不能を与える「栄光の好機」（ラヴニカのギルド）などと、似たカードが多数作られている。
逆にデメリット無しで追加のターンを得ることができる「時間のねじれ」（テンペスト）は、コストが約2.5倍になっている。これらは基本セットに再録されたことがあり、この後の追加ターンを得るカードは「時間のねじれ」を元にして作られている。
他のカードとして、コストが約5倍になった代わりに追加ターンが2ターン得られる「時間の伸長」（オデッセイ）、「時間のねじれ」よりコストは上がったが島を生け贄に捧げることで再利用可能な「永劫での歩み」（時のらせん）などがある。

### Timetwister
Timetwister と同様な効果をもつカードはいくつか作られたが、大抵は何らかの制限がついている。
最初に作られたカードは「先細りの収益」（アライアンス）である。これはコストはほとんど変わっていないが、カードを10枚ゲームから除外する必要がある。
「時間の滝」（ミラディン）というカードは、Timetwister と同様な効果を得るために Timetwister の3倍のコストを必要とする。このカードは「捨てた札と手札を混ぜて山札を切りなおす」「7枚になるまでカードを引く」のいずれかのみを行うことができる。
修正されたカードがオリジナルを超えることはめったにないが、「時のらせん」（ウルザズ・サーガ）はこの例外といえる。このカードはコストが倍になったが、従来の効果の他に「土地を6枚アンタップする」・「このカードをゲームから取り除く」という効果がついた。後者はこのカードの再利用を禁じるための効果である。前者の効果により、この呪文に使用したマナを取り戻すことできるが、「土地が生み出すマナを増やす」効果や「支払うマナを減らす」効果と併用すれば支払ったより多くのマナを得られてしまう。特に同じセットに収録されていた「トレイリアのアカデミー」との相性は非常に良く、「MoMaの冬」と呼ばれる事態を引き起こしてしまった。
この通りこのカードは非常に強力であり、発売後しばらくして使用制限がかけられた。

「Ancestral Recall」「Time walk」「Timetwister」は、試行錯誤の末に「ジェイスの創意」「時間のねじれ」「時の逆転」とそれぞれ5マナのカードとなった。奇しくもこれらは全て5マナであり、適正コストより大幅に軽いカードとして生まれてきてしまったことがわかる。

## パワー10
パワー・ナインに、それに匹敵すると思われるカードを追加して「パワー10」と呼ぶことがある。
10枚目のカードの候補として上がるカードはいくつかあるが、Library of Alexandria（アラビアンナイト）など初期のカードが上がることが多い。
その内には、「Mana Crypt」（プロモーション他）、「陥没孔」（アンリミテッド他）、「太陽の指輪」（アンリミテッド～リバイズド他）、「Wheel of Fortune」（アンリミテッド～リバイズド）、「黒の万力」（アンリミテッド～4th）、「天秤」（アンリミテッド～4th）、「土地税」（アンリミテッド～4th）、「Shahrazad」（アラビアン・ナイト）、「Eureka」（レジェンド）、「トーラックへの讃歌」（フォールン・エンパイア他）、「Zuran Orb」（アイス・エイジ他）、「閃光」（ミラージュ）等、パワー9と同等か、あるいはより強力と目されることもあるカードも相応数存在する。
プレイヤーが単にお気に入りのカードを10枚目のカードとすることもある。